# Чернегов, Александр Степанович
Алекса́ндр Степа́нович Черне́гов (1907—1971) — советский деятель, горный инженер, председатель Черкасского совнархоза (СНХ) Украинской ССР.

## Биография
Родился 28 мая (10 июня) 1907 года в селе Тунка (ныне Тункинский район, Республика Бурятия). Окончил экстерном горный факультет Дальневосточного политехнического института.
Работал штейгером на шахтах городов Сучана и Артёма Дальневосточного края. Проходил полугодовую стажировку на шахтах Кузбасса, после чего работал начальником механизации шахты в Горловке на Донбассе.
В 1932—1941 годах — начальник буро-взрывного цеха, заместитель главного инженера Магнитогорского металлургического комбината имени И. В. Сталина по горным работам; главный инженер комбината «Уралуголь» (Челябинская область).
В 1941—1945 годах — инженер, управляющий треста «Копейскуголь» Челябинской области; управляющий треста «Коркиноуголь» Челябинской области; управляющий треста «Богословуголь» (Свердловская область).
Член ВКП(б) с 1944 года. Член Ревизионной Комиссии Коммунистической партии УССР (1961—1966).
В 1945—1947 годах — главный инженер, начальник комбината «Свердловскуголь» Свердловской области.
В 1947—1950 годах — главный инженер Главного управления исследовательских горных работ Министерства угольной промышленности СССР.
В 1950—1957 годах — начальник комбината «Украинуглестрой»; начальник комбината «Укрбуруголь» Украинской ССР.
В 1957 — мае 1960 года — начальник угольно-горнорудного комбината СНХ Киевского экономического административного района.
В мае 1960 — декабре 1962 года — председатель СНХ Харьковского экономического административного района.
Умер 12 января 1971 года. Похоронен в Киеве.

## Награды
- Орден Ленина (1957)
- Сталинская премия третьей степени (1946) — за коренные усовершенствования открытых разработок угольных пластов, обеспечившие значительное повышение производительности труда и рост добычи угля.